# Библиография Артура Конан Дойла
А́ртур Ко́нан Дойл (англ. Arthur Conan Doyle; 22 мая 1859, Эдинбург — 7 июля 1930, Кроуборо, Суссекс) — английский писатель, автор детективных произведений о сыщике Шерлоке Холмсе, приключенческих и научно-фантастических — о профессоре Челленджере, юмористических — о бригадире Жераре.
Дойлом были написаны также исторические романы («Белый отряд» и др.), пьесы («Ватерлоо», «Ангелы Тьмы», «Огни судьбы», «Пёстрая лента»), стихотворения (сборники баллад «Песни действия» (1898) и «Песни дороги»), автобиографические очерки («Записки Старка Монро» или «Загадка Старка Монро») и «бытовые» романы («Дуэт в сопровождении случайного хора»), либретто оперетты «Джейн Энни» (1893, в соавторстве).

## Произведения

### Цикл о Шерлоке Холмсе
- Этюд в багровых тонах (1887)
- Знак четырёх (1890)
- Приключения Шерлока Холмса (сборник рассказов, 1891—1892)
- Записки о Шерлоке Холмсе (сборник рассказов, 1892—1893)
- Собака Баскервилей (1901—1902)
- Возвращение Шерлока Холмса (сборник рассказов, 1903—1904)
- Долина ужаса (1914—1915)
- Его прощальный поклон (сборник рассказов, 1908—1913, 1917)
- Архив Шерлока Холмса (сборник рассказов, 1921—1927)

### Цикл о профессоре Челленджере
- Затерянный мир (The Lost World) (1912)
- Отравленный пояс (The Poison Belt) (1913)
- Страна тумана (The Land of Mist) (1926)
- Когда Земля вскрикнула (Когда мир вскрикнул) (When the World Screamed) (1928)
- Дезинтеграционная машина (The Disintegration Machine) (1929)

### Цикл о капитане Шарки
- Как губернатор Сент-Китта вернулся на родину (How the Governor of St. Kitt’s Came Home, 1897)
- Как капитан Шарки и Стивен Крэддок перехитрили друг друга (The Dealings of Captain Sharkey with Stephen Craddock, 1897)
- Как Копли Бэнкс прикончил капитана Шарки (How Copley Banks Slew Captain Sharkey, 1897)
- Ошибка капитана Шарки (The Blighting of Sharkey, 1910)

### Цикл о бригадире Жераре
- Подвиги бригадира Жерара (The Exploits of Brigadier Gerard, 1896)
- Приключения бригадира Жерара (The Adventures of Gerard, 1903)
- Женитьба бригадира (The Marriage Of The Brigadier, 1910)[1]

### Исторические романы
- Приключения Михея Кларка (Micah Clarke) (1888), роман о восстании Монмута 1685 года.
- Белый отряд (The White Company) (1891)
- Тень великого человека (The Great Shadow) (1892)
- Изгнанники (The Refugees) (опубликован 1893, написан 1892), роман о гугенотах во Франции XVII века, освоении французами Канады, индейских войнах.
- Родни Стоун (Rodney Stone) (1896)
- Дядя Бернак (Uncle Bernac) (1897), повесть о французском эмигранте времён Великой французской революции.
- Сэр Найджел (Sir Nigel) (1906)

### Фантастические произведения
- Открытие Рафлза Хоу (The Doings of Raffles Haw) (1891)
- Про коня и мужика (About a horse and a man) (1893)
- Маракотова бездна (The Maracot Deep) (1927)
- Владыка Тёмной стороны (The Lord of the Dark Face, 1929; продолжение «Маракотовой бездны»: главы VI—VII)
- Необычайный эксперимент в Кайнплатце
- Ад в небесах (Ужас поднебесья, Ужас высот) (The Horror of the Heights) (1913), повесть, включающая так называемый дневник Джойса-Армстронга

### Драматургия
- Джейн Энни, или Приз за хорошее поведение (Jane Annie, or the Good Conduct Prize) (1893)
- Дуэт (A Duet. A duologue) (1899)
- Бригадир Жерар (Brigadier Gerard, 1910)
- (A Pot of Caviare) (1912)
- Пёстрая лента (The Speckled Band) (1912)
- Ватерлоо (Waterloo. (A drama in one act)) (1919)
- Бриллиантовая диадема. Вечер с мистером Шерлоком Холмсом (The Crown Diamond: An Evening With Mr Sherlock Holmes, 1921)
- Шерлок Холмс. (Sherlock Holmes: A Drama in Four Acts, 1899, в соавторстве с Уильямом Гиллетом)

### Публицистика
- Англо-Бурская война (1899—1902) (The Great Boer War) (1900)
- Некоторые уроки войны (Some Lessons of the War, 1900)
- Преступления в Конго (The Crime of the Congo) (1909)
- Великобритания в новой войне (Great Britain and the Next War, 1914)
- Британская кампания во Франции и Фландрии. 1914 год. (The British Campaign in France and Flanders: 1914, 1916)
- О достоинствах бейсбола[2].

#### Воспоминания
- Первая книга (My First Book, 1893)
- Жизнь на китобойном судне. Мои приключения в Арктике (Life on a Greenland Whaler. A Record of Personal Adventures in Arctic Seas, 1897)

### Философские произведения
- Новое Откровение (The New Revelation) (1918, автобиографический религиозно-философский трактат)
- Жизненноважное послание (The Vital Message) (1919)
- История спиритуализма (The History of Spiritualism, 1926)

### Другие произведения
- Повествование Джона Смита (The Narrative of John Smith), первый роман писателя, найден Британской Национальной Библиотекой в 2000-х годах
- Явление фей (The Coming of the Fairies, 1921)
- Сообщение Хебекука Джефсона (J. Habakuk Jephson’s Statement) (1884), история, опирающаяся на судьбу судна «Мария Целеста»
- Домашние дела дядюшки Джереми (The Mystery of Uncle Jeremy’s Household) (1887), рассказ, считающийся предшественником цикла о Шерлоке Холмсе
- Тайна Клумбера (The Mystery of Cloomber) (1889)
- Торговый дом Гердлстон (The Firm of Girdlestone) (1890)
- Капитан «Полярной Звезды» (The Captain of the Polestar, and other tales) (1890)
- Приключения в загородном доме (За городом) (Beyond the City) (1892)
- Номер 249 (Lot No. 249) (1892)
- Убийца, мой друг (My Friend the Murderer and Other Mysteries and Adventures) (1893)
- Круг красной лампы (Round The Red Lamp) (1894)
- Паразит (The Parasite) (1894)
- Загадка Старка Монро (The Stark Munro Letters) (1895)
- Трагедия пассажиров «Короско» (The Tragedy of The Korosko) (1898)
- Зелёный флаг и другие рассказы (The Green Flag and Other Stories of War and Sport) (1900)
- Сквозь волшебную дверь (За волшебной дверью) (Through the Magic Door) (1907), эссе
- Истории, рассказанные у камина (Round the Fire Stories) (1908)
- Последняя галера (The Last Galley) (1911)
- Ужас Пещеры Синего Джона (Ужас расщелины Голубого Джона) (The Terror of Blue John Gap) (1912)
- Опасность! По материалам бортового журнала капитана Джона Сайруса (Danger! Being The Log of Captain John Sirius) (1918)
- Великий эксперимент в Кайнтплатце (The Great Keinplatz Experiment and Other Tales of Twilight and the Unseen) (1919), сборник
- (Tales of Terror & Mystery) (1923)
- Воспоминания и приключения (Memories and Adventures) (1924), автобиографическая повесть
- Чёрный доктор (The Black Doctor and Other Tales of Terror and Mystery) (1925), сборник
- Мир сумрачного и невидимого (Twilight and the Unseen) (1925)
- Дело врача (в соавторстве с Г. Алленом)
- Сухопутный пират (Насыщенный час)
- Квадратный ящичек (1881)
- Полосатый сундук (The Striped Chest), Сундук-убийца; Полосатый ящик; Роковой сундук; Сундук с секретом. Рассказ, 1897 год
- Сильнее смерти
- Топор с посеребренной рукоятью (действительное происшествие)
- Привидение из Лоуфорд-Холла (Правдивая история)
- Рука-призрак